# Turmhügel Schnackenburg
Der Turmhügel Schnackenburg ist eine abgegangene Turmhügelburg (Motte) etwa 1400 Meter nordöstlich der Ortsmitte von Birkig, einem Gemeindeteil von Neustadt bei Coburg im Landkreis Coburg in Bayern.
Von der ehemaligen Motte ist nichts erhalten. Dort gefundene Keramikscherben verweisen auf das 15. Jahrhundert. Eine Urkunde von 1493 erwähnt die „Snackenburg“.